# Антонюв (Підкарпатське воєводство)
Антонюв (пол. Antoniów) — село в Польщі, у гміні Радомишль-над-Сяном Стальововольського повіту Підкарпатського воєводства.
Населення — 625 осіб (2011).
У 1975-1998 роках село належало до Тарнобжезького воєводства.

## Демографія
Демографічна структура станом на 31 березня 2011 року:
|          | Загалом | Допрацездатний вік | Працездатний вік | Постпрацездатний вік |
| -------- | ------- | ------------------ | ---------------- | -------------------- |
| Чоловіки | 306     | 51                 | 217              | 38                   |
| Жінки    | 319     | 54                 | 169              | 96                   |
| Разом    | 625     | 105                | 386              | 134                  |